# یواس‌اس میلواکی (۱۸۶۴)
یواس‌اس میلواکی (۱۸۶۴) (به انگلیسی: USS Milwaukee (1864)) یک کشتی بود که طول آن ۲۲۹ فوت (۶۹٫۸ متر) بود. این کشتی در سال ۱۸۶۴ ساخته شد.